# Stanislav Strnad
Stanislav Strnad (* 17. Dezember 1930 in Prag; † 5. April 2012, ebenda) war ein tschechischer Filmregisseur.

## Leben und Werk
Strnad studierte von 1950 bis 1955 Regie an der Filmhochschule in Moskau, kehrte anschließend in die Tschechoslowakei zurück, wo er im Auftrag des Nationalen Fernsehens Musik- und Unterhaltungssendungen realisierte. Ende der 1950er Jahre führte ihn die Arbeit als Regie-Assistent bei zwei sowjetisch-tschechoslowakischen Produktionen schließlich zum Spielfilm. Er debütierte mit dem Streifen Ein Schloß für Barbara als Regisseur für Spielfilme, kehrte dann aber zurück zum Fernsehen. 1975 inszenierte er mit Mein Bruder hat einen prima Bruder wieder einen Spielfilm, dem weitere Filme folgen sollten.

## Filmografie (Auswahl)
- 1959: Sterne im Mai (Regie-Assistenz)
- 1960: Freunde am Meer (Regie-Assistenz)
- 1962: Ein Schloß für Barbara (Zámek pro Barborku)
- 1975: Mein Bruder hat einen prima Bruder (Můj brácha má prima bráchu)
- 1976: Zeit der Liebe und der Hoffnung (Čas lásky a naděje)
- 1976: Laufe, damit man dich erwischt! (Běž, ať ti neuteče)
- 1978: Ein Bruder, der sein Geld wert ist (Brácha za všechny peníze)
- 1979: Aufsehen auf der Landstraße (Poprask na silnici E 4)
- 1980: Kluci z bronzu
- 1982: Sny o Zambezi
- 1985: Razzia (Zátah)
- 1986: Wachtmeister in Nöten (Není sirotek jako sirotek)

## Auszeichnungen
- 1975: Silberner Preis für Mein Bruder hat einen prima Bruder auf dem Internationalen Filmfestival in Moskau